# کارباموئیل فسفات سنتتاز I
آنزیم کارباموئیل فسفات سنتتاز I، فرمی از آنزیم کارباموئیل فسفات سنتتاز است که در میتوکندری حضور داشته و در چرخه اوره شرکت دارد.

## کارکرد
واکنشی که این آنزیم کاتالیز می‌کند به شکل زیر است:
2ATP + HCO3- + NH4+ --> 2ADP + Carbamoyl phosphate + Pi

## مکانیسم عمل
در شکل‌های زیر مکانیسم عمل آنزیم را مشاهده می‌کنید.

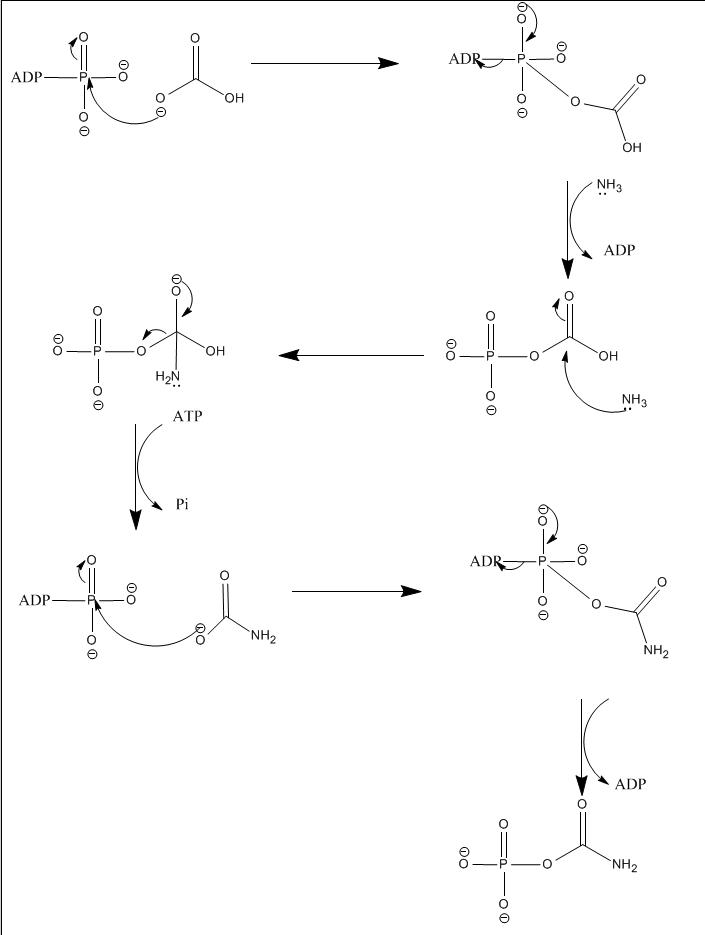
Formation of carbamoyl phosphate mechanism

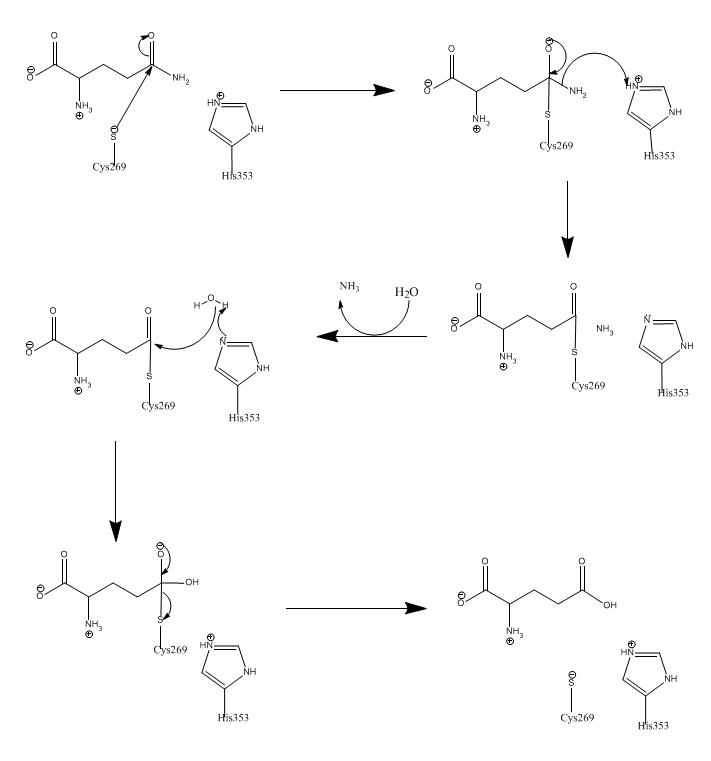
Deamination of glutamine to form ammonia and glutamate